# Meurthe-et-Moselle
Meurthe-et-Moselle este un departament în estul Franței, situat în Lorena, în regiunea Grand Est. Este unul dintre departamentele Franței create în urma războiului franco-german din 1871 din teritoriile rămase în componența Franței din fostele departamente Meurthe și Moselle. Este numit după două râuri ce traversează departamentul: Meurthe si Moselle.

## Localități selectate

### Prefectură
- Nancy

### Sub-prefecturi
- Briey
- Lunéville
- Toul

### Alte orașe
- Baccarat
- Pont-à-Mousson
- Vandœuvre-lès-Nancy

## Diviziuni administrative
- 4 arondismente;
- 44 cantoane;
- 594 comune;